# Małżeństwo i moralność
Małżeństwo i moralność (ang. Marriage and Morals) – książka autorstwa Bertranda Russella, opublikowana po raz pierwszy po angielsku w 1929 roku i wydana w języku polskim w 1931 roku. Przekładu dokonała Helena Bołoz-Antoniewiczowa (1898-1934).

## Treść
Autor w książce kwestionował rygorystyczną moralność Epoki wiktoriańskiej i opowiedział się za swobodą seksualną. Russell głosił pogląd, że monogamiczne, trwałe związki małżeńskie to piękny ideał, do którego większość ludzi po prostu się nie nadaje.

## Nagrody
W 1950 r. Russell otrzymał nagrodę Nobla w dziedzinie literatury „w uznaniu jego różnorakich i znaczących pism, w których bronił ideałów humanitarnych i wolności myśli”, chociaż sam utrzymywał, że nagrodę otrzymał za książkę Małżeństwo i moralność.